# Джоузеф Кей
Джоузеф Кей (Josef K) са били шотландска пост-пънк група, активна от 1979 до 1982. Кръстена е на протагониста от романът на Франц Кафка Процесът Йозеф К. Те издават два сингъла под Postcard Records. През 1981 издават единствения си албум The Only Fun in Town, записан в Брюксел. Звученето им е близко до това на Джой Дивижън. Текстовете на Пол Хейг са вдъхновени от творбите на Франц Кафка, Албер Камю, Херман Хесе, Фьодор Достоевски и Кнут Хамсун. Групата заема позиция „против рока“, като членовете и отхвърлят алкохола и наркотиците, както и бисовете, които смятат за снизходителни.